# Val Formazza
Le val Formazza (en allemand : Tal Pomatt) est une vallée italienne dans le nord du Piémont. Il est situé en amont de la vallée Antigorio, l'une des vallées latérales du val d'Ossola. Le Toce, sous-affluent du Pô, naît dans le haut de la vallée à 1 800 m d'altitude dans la plaine de Riale. Le col de Gries et le col de San Giacomo, à l'extrémité nord de la vallée, permettent de franchir la crête sud des Alpes par la frontière suisse.

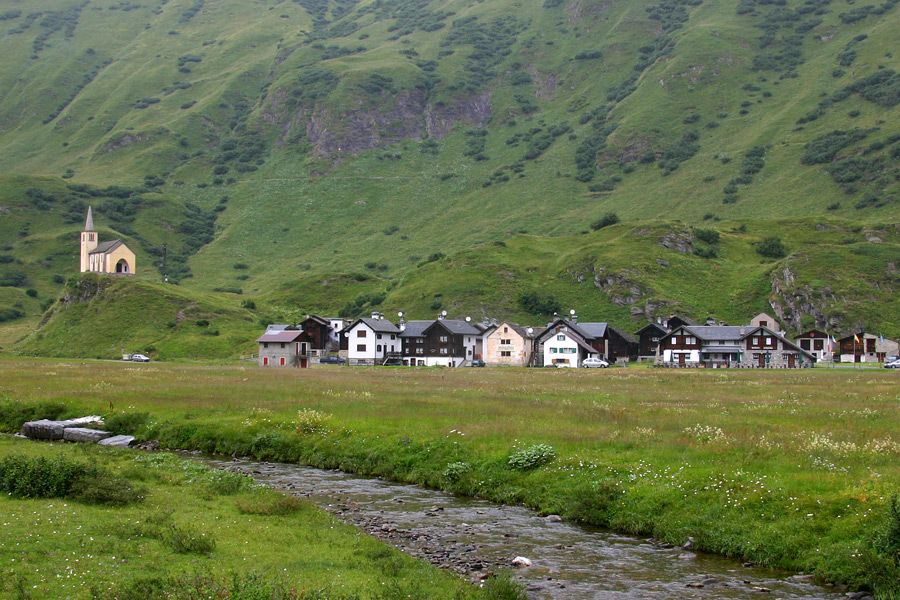
Le village de Riale sur la commune de Formazza
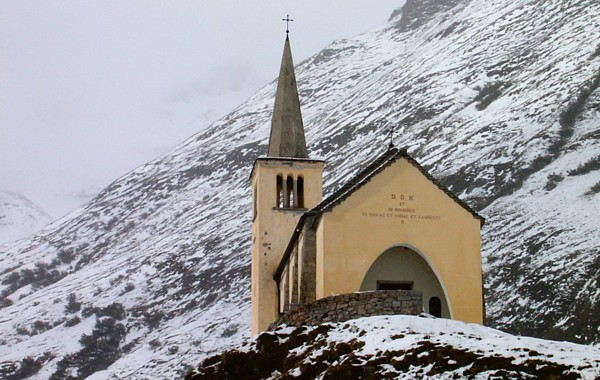
L'église de Riale
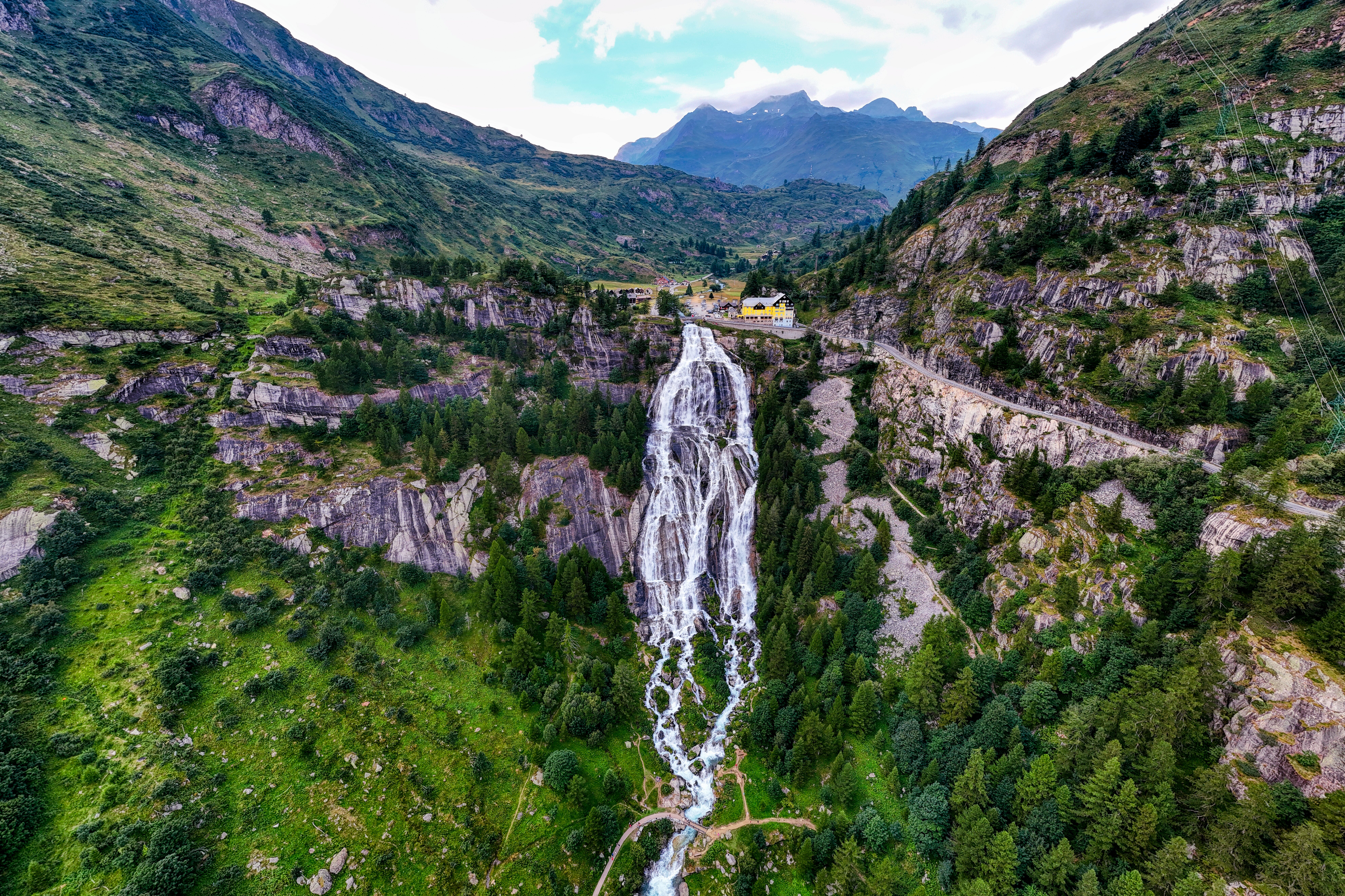
Cascade du Toce
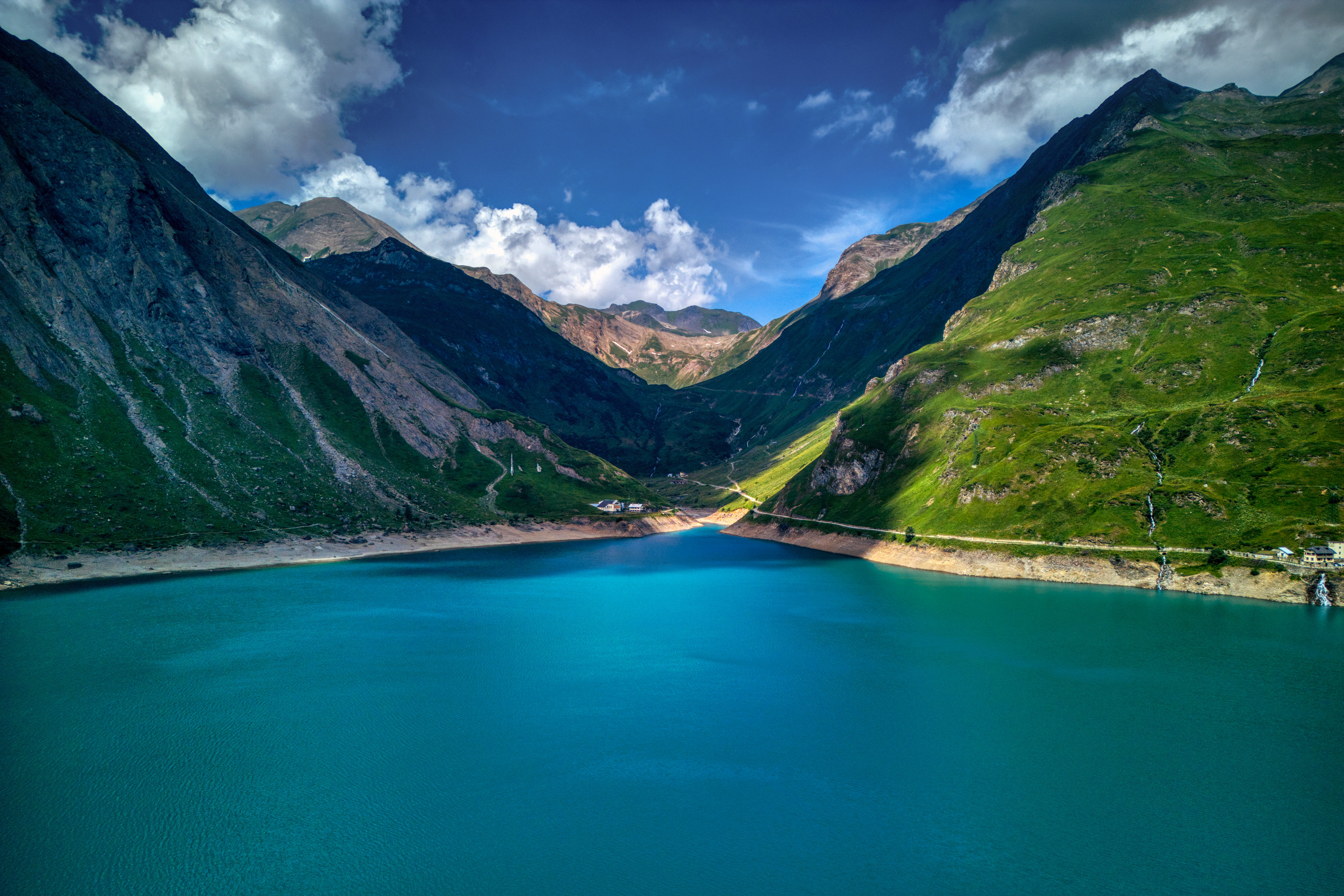
Lac de Morasco